# 1,5 µm
1.5 µm (ou encore 1 500 nm) est l'évolution du procédé de fabrication des semi-conducteurs précédent à 3 µm. Cette technologie des semi-conducteurs a été atteinte en 1982 par les sociétés de semi-conducteurs, comme Intel ou encore IBM.
Le successeur de ce procédé utilise une largeur de canal de 1 µm.

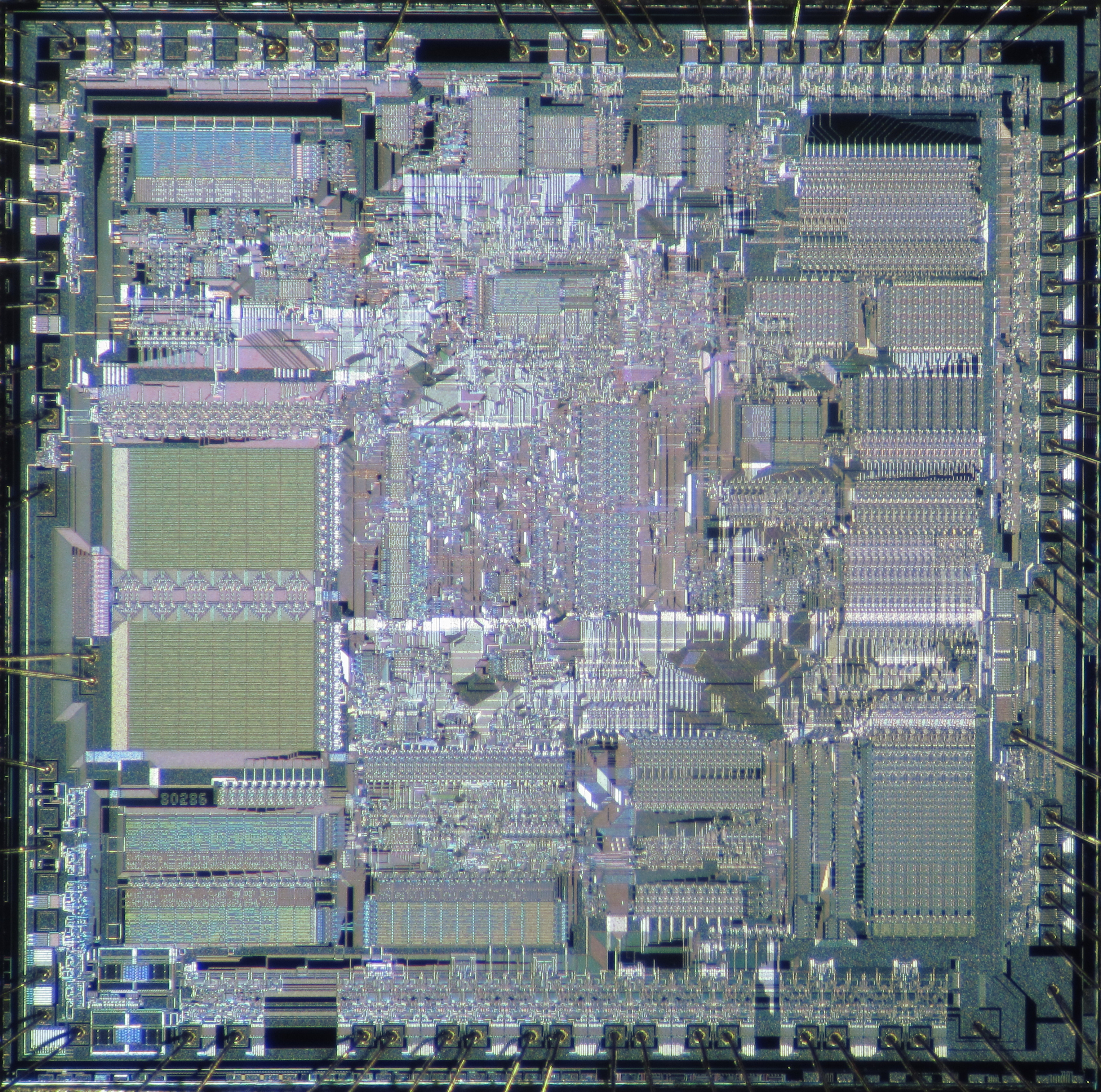
Vue du die du microprocesseur Intel 80286 en version 8 MHz.

## Produits fabriqués avec un procédé à 1,5 µm
- CPU Intel 80286 lancé en 1982